# Zamek w Limassol
Zamek w Limassol (gr. Κάστρο Λεμεσού) – zamek położony w pobliżu starego portu w historycznym centrum miasta Limassol na Cyprze, przebudowany ok. 1590 roku w okresie rządów osmańskich.

## Historia
Badania archeologiczne na terenie zamku ujawniły, że został on zbudowany na miejscu wczesnochrześcijańskiej bazyliki (IV–VII w.). Inne znaleziska znajdujące się pod zamkiem świadczą o istnieniu ważnego kościoła, prawdopodobnie pierwszej katedry miasta.
Zamek został wzniesiony w 1193 roku przez Gwidona z Lusignan. Pierwsze oficjalne odniesienie do twierdzy datuje się na rok 1228, kiedy Limassol zostało przejęte przez cesarza Fryderyka II. Pod koniec XIV w. podczas wielkiego pożaru miasta zamek spłonął. Po jego odbudowie był wielokrotnie niszczony ciągłymi atakami miasta przez Genueńczyków i Mameluków, a także trzęsienia ziemi.
W 1538 roku Osmanowie zdobyli Limassol i zamek. Wenecki gubernator Cypru po odzyskaniu zamku postanowił go zburzyć, aby uniknąć możliwego zajęcia. Rozbiórka nastąpiła w latach 1567–1568. W 1576 roku szczątki budowli zostały włączone do nowego osmańskiego fortu, który został ukończony w 1590 roku. Podziemia oraz parter zostały przekształcone w cele więzienne i pozostawały w użyciu do 1950 roku, kiedy centralne więzienie zostało przeniesione do Nikozji. Od 1987 roku mieści się tu Średniowieczne Muzeum Cypru.
Zgodnie z tradycją właśnie w tym miejscu Ryszard I Lwie Serce poślubił Berengarię z Nawarry i koronował ją na królową Anglii 12 maja 1191 roku.